# Westermannia monticola
Westermannia monticola är en fjärilsart som beskrevs av Embrik Strand 1913. Westermannia monticola ingår i släktet Westermannia och familjen trågspinnare. Inga underarter finns listade i Catalogue of Life.